# Зигфрід фон Вестербург
Зигфрід фон Вестербург (нім. Siegfried von Westerburg; д/н — 7 квітня 1297) — церковний і державний діяч Священної Римської імперії, 38-й архієпископ Кельна і 10-й герцог Вестфалії в 1274—1297 роках.

## Життєпис
Походив з гессенського шляхетського роду Рункелів. Другий син графа Зигфріда IV фон Рункеля, та мати з роду Лайнінген, графині Вестербург. Дата народження невідома. Для нього було обрано церковну кар'єру.
Десь напочатку 1250-х років стає каноніком Кельнського собору. 1259 року обирається пробстом Майнцького собору. 3 квітня 1275 року у Ліоні був висвячений на архієпископа Кельна особисто папою римським Григорієм X. Це було зроблено проти волі Кельнського капітулу, який 1274 року висловився на користь Конрада фон Берга, пробста церкви Св. Марії-ад-Градус. Наприкінці квітня 1275 року король Рудольф I Габсбург надіслав регалії Зигфріду фон Вестербургу.
У липні 1275 року, як новий архієпископ, він скасував інтердикт проти Кельна та підписав договір про дружбу з магистратом. 1277 року придушив потужне повстання вестфальських васалів-графів. 1279 року надав міські привілеї Лехеніху. Згодом уклав з Вальрамом, графом Юліха, Пінгсгаймський договір, за яким архієпископ отримав права над містом Цюльпіх, але графи Юліха зберігали патронат над церквою Св. Марії в Цюльпіху, до Кельнської єпархії повертаються замок Лідберг, а замко Нідегген визнається ф'єфом архієпископа і передається графству Юліх.
Близько 1283 року Зигфрід фон Вестербург перейшов на бік Рено I, графа Гелдерна, в боротьбі за герцогство Лімбург. 1285 року він надав Брюлю, на південь від Кельна, права на місто та ринок. 1286 року започаткував у Бонні першу конституційну раду, яка передбачала, що поважні громадяни (oppidani maiores) повинні голосувати за 12 осіб, рішення яких повинні бути обов'язковими для всіх громадян. У липні 1287 року після присяги громадян на вірність звільнив місто Кельн від обов'язків фінансувати свої військові витрати у Війні за лімбурзьку спадщину.
1288 року розпочалася вирішальна кампанія. Зигфрід фон Вестербург спільно з Люксембургом, Гельдерном і Фландрією виступив проти Брабанта, Клеве, Юліха, Марка. Проти архієпископа повстав магистрат Кельна на чолі із Герхардом Оверштольценом, до якого доєдналися міста Аахен і Льєж. 5 червня 1288 року відбулася вирішальна битва біля замку Воррінген, в якій перемогу здобув Жан I, герцог Брабанту. Архієпископ Зигфрід і Рено Гельдернський потрапили в полон, Генріх VI, граф Люксембургу, загинув разом з братами. В результаті Жан I став герцогом Лімбургу.
Архієпископа Кельнського було передано Адольфу V, графу Берга. Утримувався в замку Бург і був звільнений 1289 року, але серйозно захворів під час полону. Ще до того повинен був погодитися на укладання мирних договорів з переможцями: повинен був заплатити Адольфу V 12 тис. марок сріблом, передати Ебергарду I, графу Марка, місто Люнен з усіма єпископськими правами, Вестгофен, Браккель, Верл, Менден, Ізенберг і Раффенберг, фогтство над Ессенським абатством, передано в заставу місто Дойц, знищити укріплення в місті Лехеніх, в замках Воррінген, Зонс і Волмарштайн, а також визнати самостійність міста Кельн.
1290 року папа римський Миколай IV звільнив його від усіх обіцянок, які він дав Кельну. Невдовзі наказав Герхарду II фон Еппштайну, архієпископу Майнца, і Боемунду I фонн Варсбергу, архієпископу Тріра, допомогти Зигфріду фон Вестербургу відновити владу в Кельні. Втім архієпископ Кельна не наважився на штурм міста з огляду на союзників останнього. Тому він зосередив зусилля на розбудові своєї резиденції в Бонні.
Заборонив карбувати монету в Кельні, перенісши монетний двір до Бонна. 1292 року під час виборів короля Німеччини підтримав графа Адольфа фон Нассау, бо він очікував від нього великих поступок. У Андернаському договорі 27 квітня 1292 року Зигфрід фон Вестербург домігся від Адольфа передачі імператорських міст, насамперед Дортмунду та Дуйсбурга, імператорських замків та маєтків до Кельнської архієпархії. 5 травня 1292 року Адольф фон Нассау був обраний королем Німеччини. 24 червня Зигфрід фон Вестербург коронував Адольфа Нассау в Аахені.
Втім архієпископ не зміг домогтися від короля Адольфа виконання Андернаського договору. Також виявилися марними його спроби підкорити Кельн. Помер 1297 року в Бонні. Поховано в місцевому соборі. Новим архієпископом став Вігбольд фон Гольте.